# Diplazium mutabile
Diplazium mutabile là một loài dương xỉ trong họ Athyriaceae. Loài này được Hovenkamp mô tả khoa học đầu tiên năm 1988.
Danh pháp khoa học của loài này chưa được làm sáng tỏ. 